# Eduard Uspenski
Eduard Nikolàievitx Uspenski (rus: Эдуа́рд Никола́евич Успе́нский; 22 de desembre de 1937 - 14 d'agost de 2018) conegut com el "Walt Disney rus", fou un escriptor i poeta soviètic i rus per a nens, autor de més de 70 llibres, així com un dramaturg, guionista i presentador de televisió. Les seves obres s'han traduït a 25 idiomes i han generat al voltant de 60 adaptacions de dibuixos animats.

## Biografia
Eduard Uspenski va néixer el 1937 a Iegórievsk, óblast de Moscou. El seu pare treballava a l'Orgburó de la Unió Soviètica, mentre que la seva mare era enginyera mecànica.
Format com a enginyer aeronàutic a l'Institut d'Aviació de Moscou, va estar treballant fins als 27 anys en una planta militar. A partir del 1964 es va dedicar a temps complet a l'escriptura, i es va especialitzar en literatura infantil i en la creació de personatges.
El seu primer èxit fou Txeburaixka (1966), sobre la qual es conformaria una vasta obra amb abast en l'àmbit soviètic. El 1969 es va associar amb el dibuixant Roman Katxànov per crear dues pel·lícules en stop-motion: El cocodril Guena, rus: Крокодил Гена (1969) i Txeburaixka, rus: Чебурашка (1972), ambdues considerades obres cabdals de l'animació soviètica i en el catàleg de l'estudi Soiuzmultfilm. El 1973 va publicar la novel·la infantil L'oncle Fiódor, el seu gos i el seu gat
Arran dels seus treballs, Uspenski es va convertir en un dels guionistes infantils de referència a la ràdio i televisió soviètica, tant en la creació de programes com Spokóinoi notxi, malixí!, rus: Споко́йной но́чи, малыши́! (en català, «Bona nit, petitons!»), sobre el qual s'han generat cançons populars, com en idear més de 60 sèries i pel·lícules de dibuixos animats. Després de la dissolució de l'URSS va mantenir els drets d'autor sobre tota la seva obra. El 1997 va ser condecorat amb l'Orde al Mèrit per la Pàtria.
Va morir a la seva residència de Moscou el 14 d'agost de 2018, als 80 anys, víctima d'un càncer.